# Jüdischer Friedhof (Wladikawkas)
Der Jüdische Friedhof Wladikawkas befindet sich in Wladikawkas, der Hauptstadt der russischen Teilrepublik Nordossetien-Alanien im Föderationskreis Nordkaukasus. Der jüdische Friedhof liegt im südöstlichen Bereich der Stadt.
Auf dem Jüdischen Friedhof sind noch folgende Grabsteine erhalten:

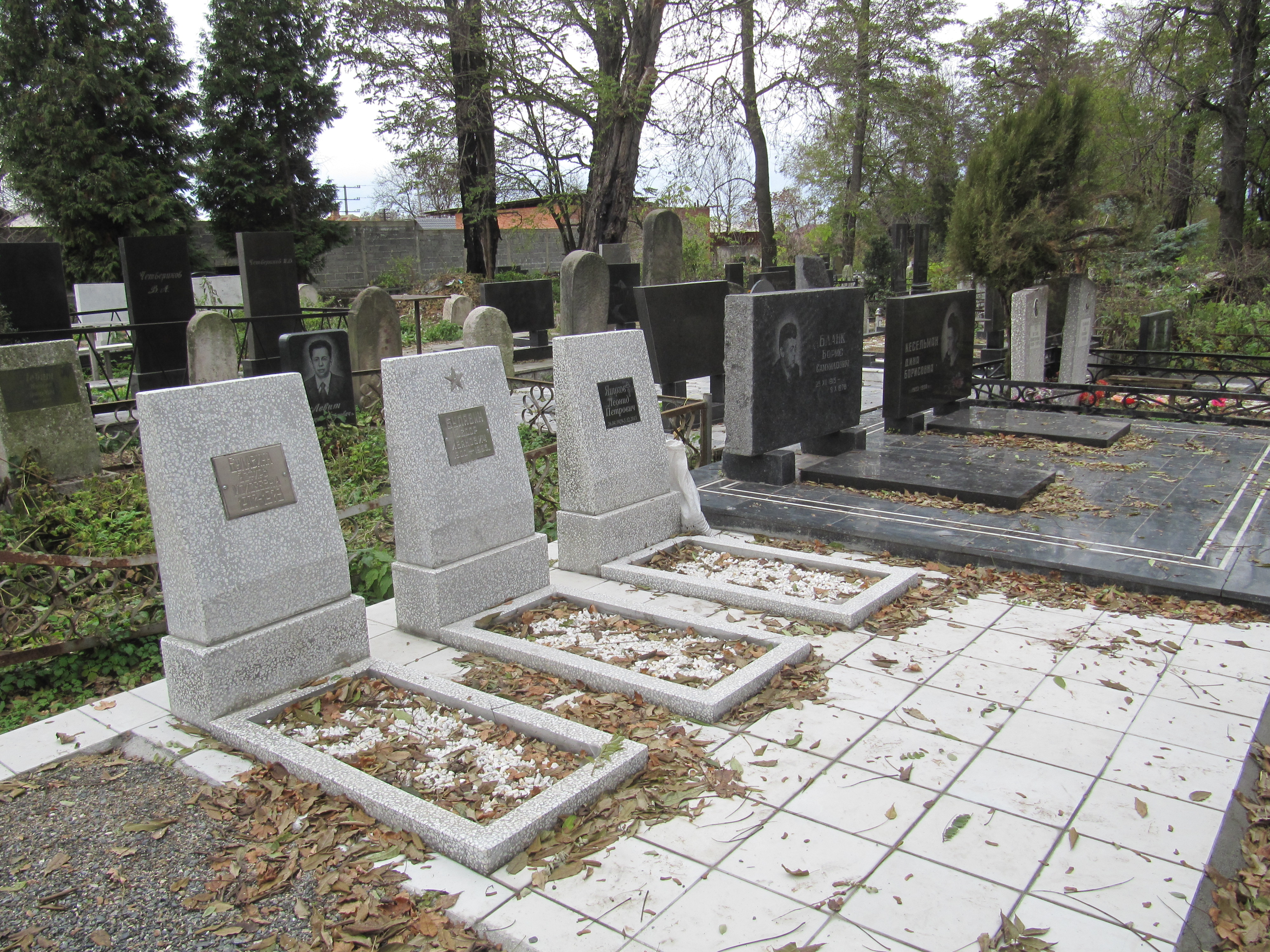
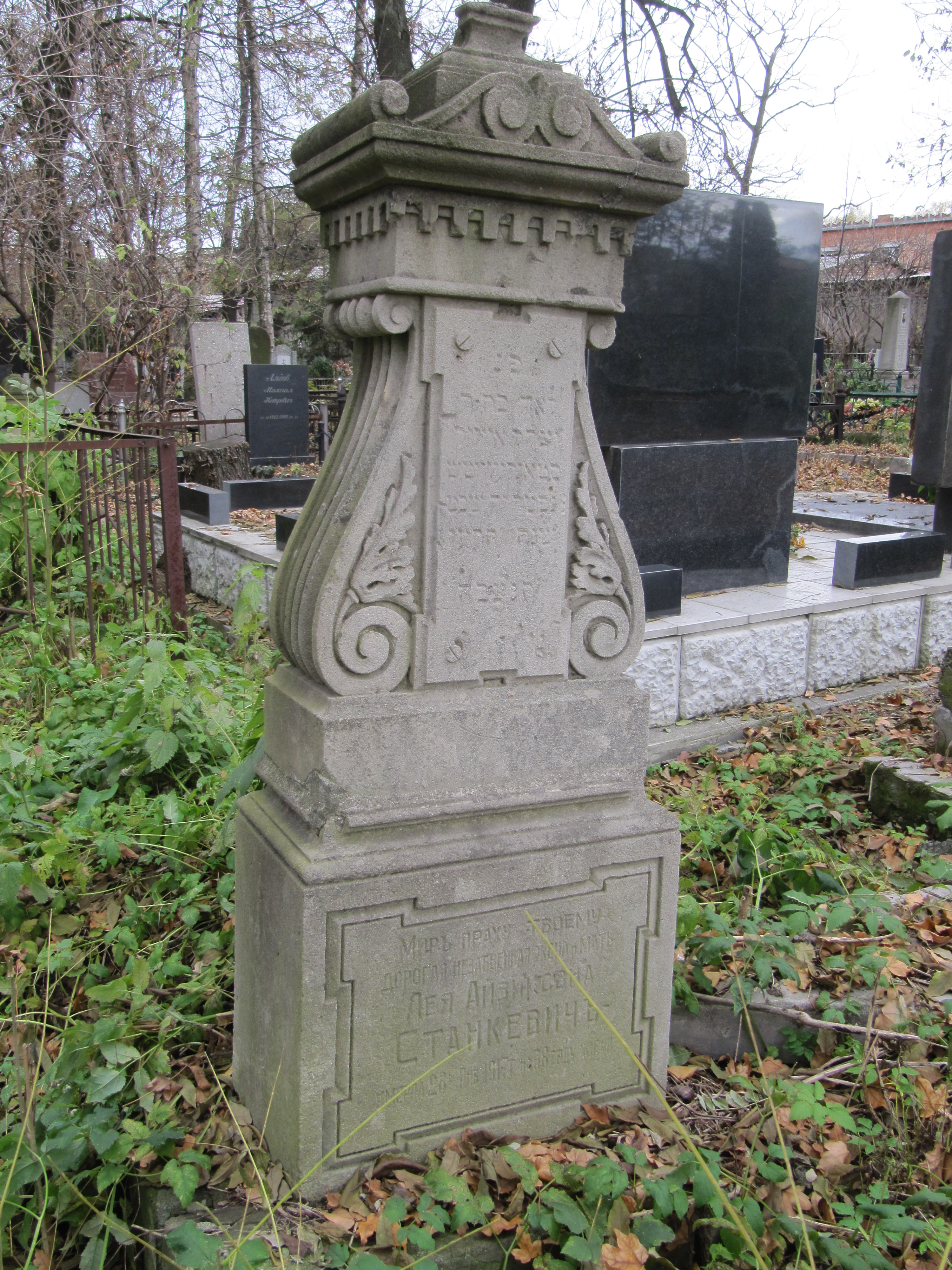
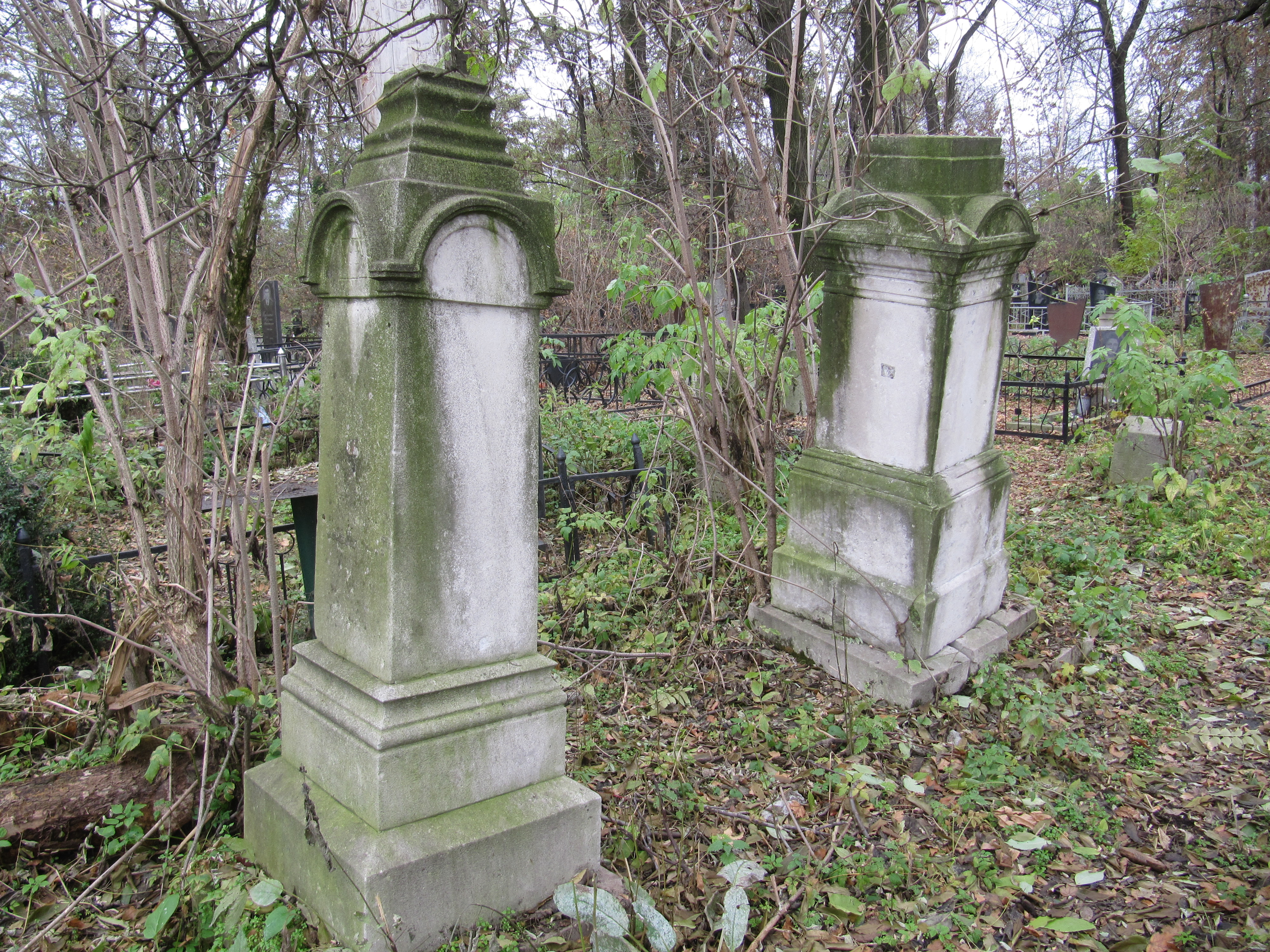
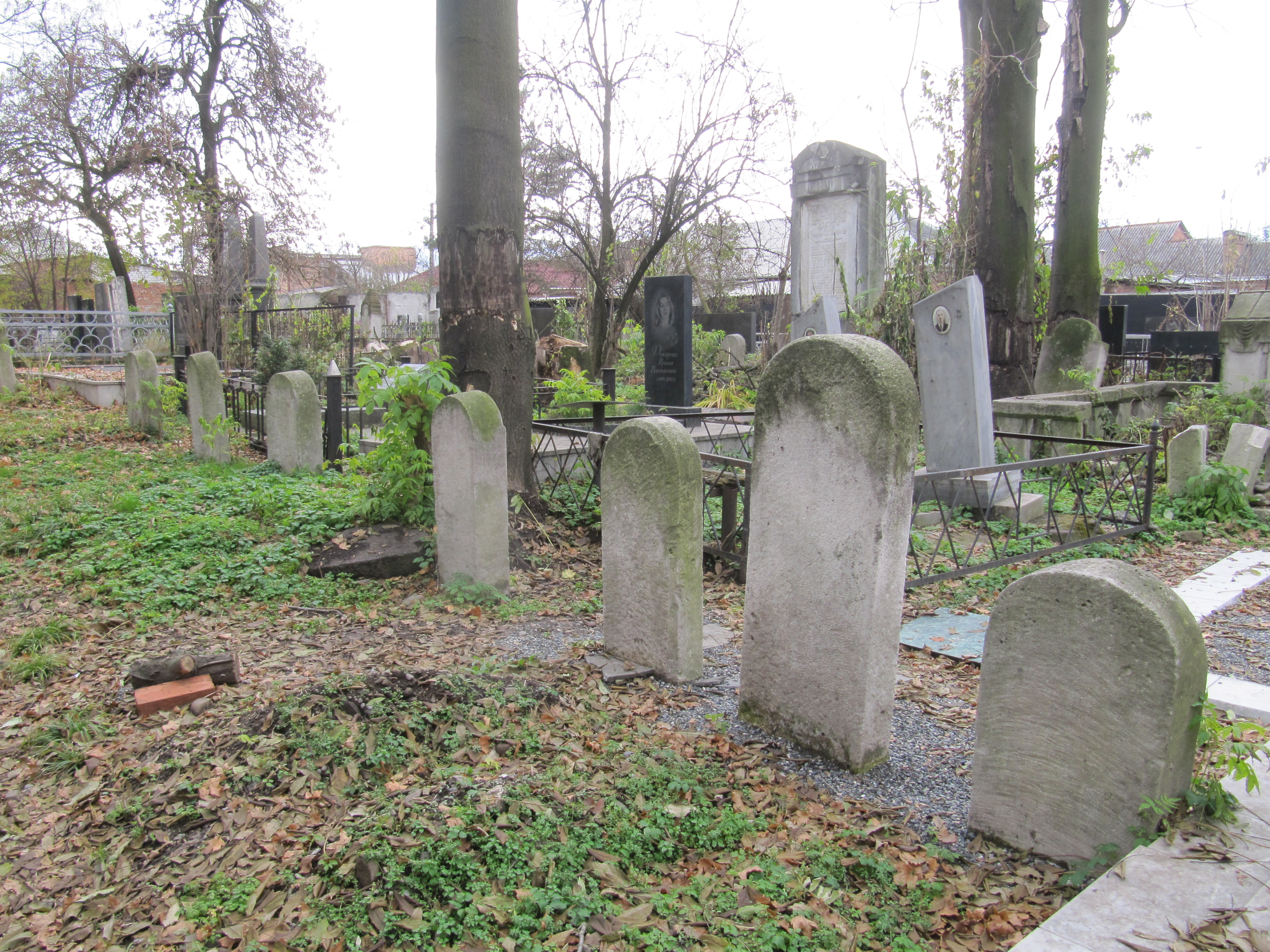
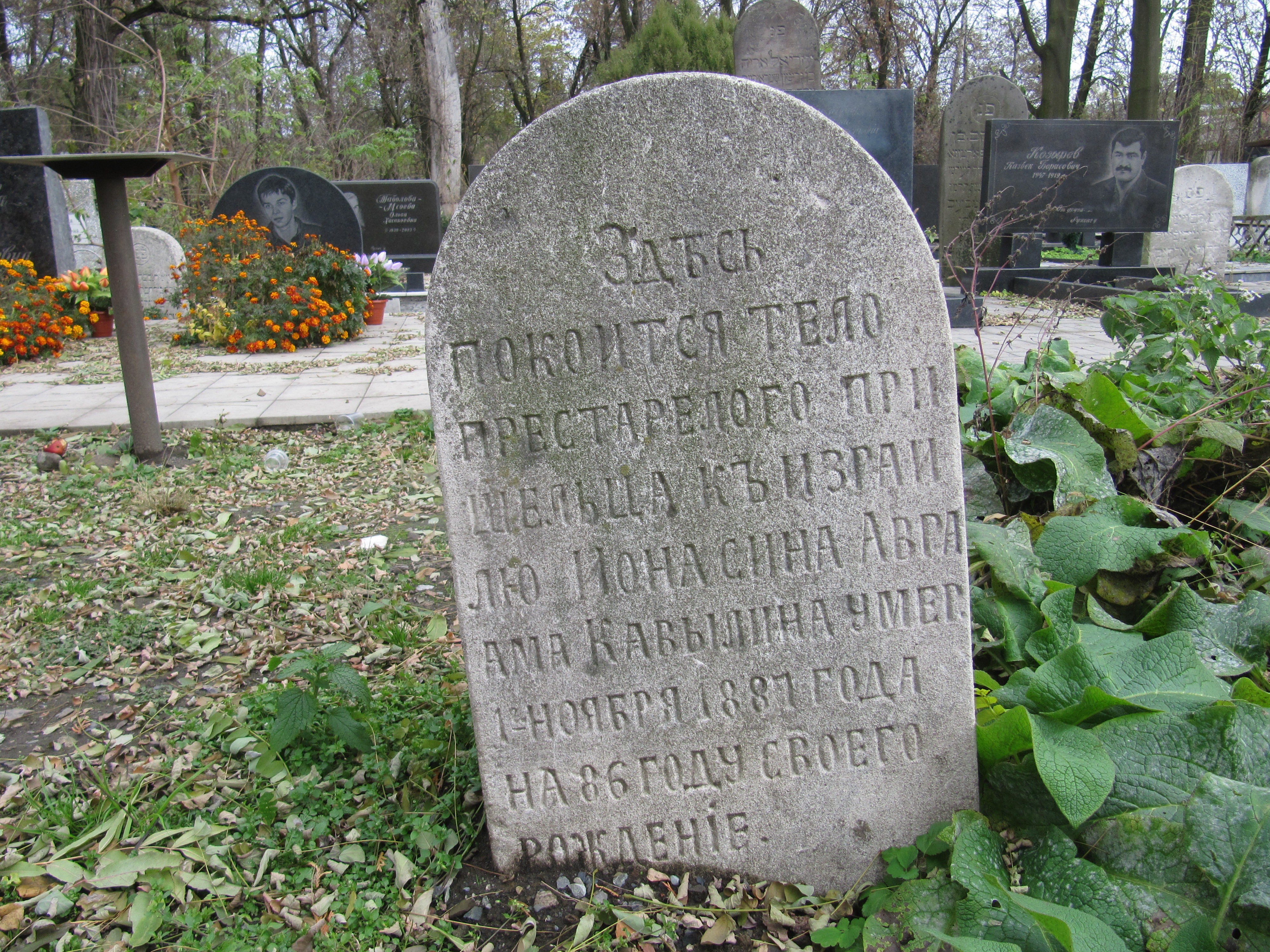
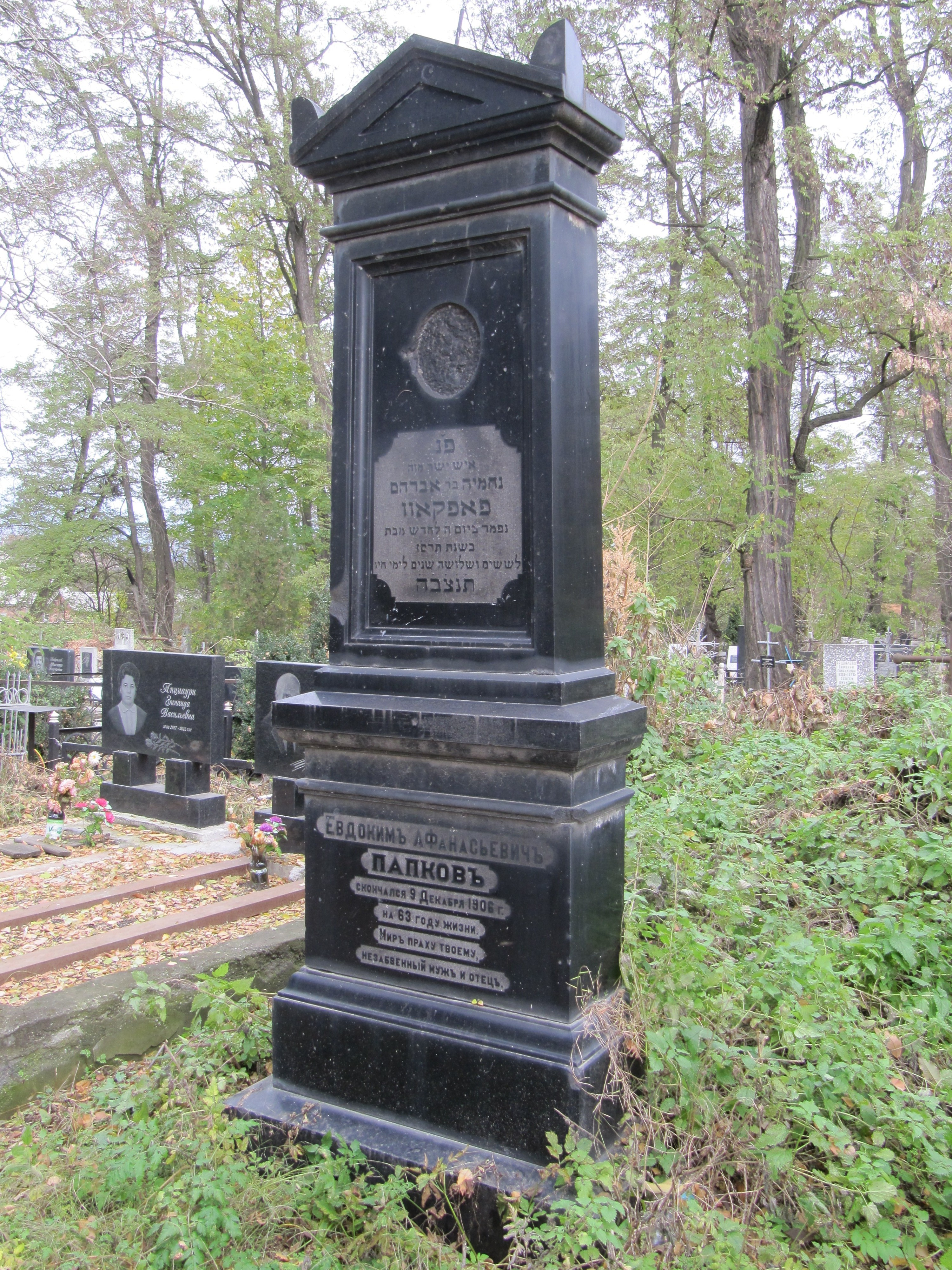